# Viktorija Brice
Viktorija Brice (ur. 16 kwietnia 1981) – łotewska siatkarka, reprezentantka kraju. Obecnie występuje w lidze tureckiej w drużynie Dicle Üniversitesi.